# Ugo Bartesaghi
Ugo Bartesaghi (Erba, 30 maggio 1920 – 16 marzo 1976) è stato un politico italiano, eletto nella II, III e V legislatura alla Camera dei deputati e nella IV al Senato.

## Biografia
Iscrittosi alla Democrazia Cristiana nel Dopoguerra, fu sindaco di Lecco dal 1948 al 1954. Eletto deputato alle elezioni del 1953, assieme al compagno di partito Mario Melloni venne espulso dalla DC nel 1954, per aver votato contro il trattato che istituiva la UEO, e passò nel 1955 al gruppo misto. Assieme a Melloni fondò e condiresse il periodico Il Dibattito politico, e si avvicinò alle posizioni dell'intellettuale comunista Franco Rodano.
Nelle file del PCI fu successivamente rieletto deputato nel 1958 e nel 1968 e senatore nel 1963.
Morì nel 1976 suicida sul treno Milano-Roma.